# Gliederpuppe

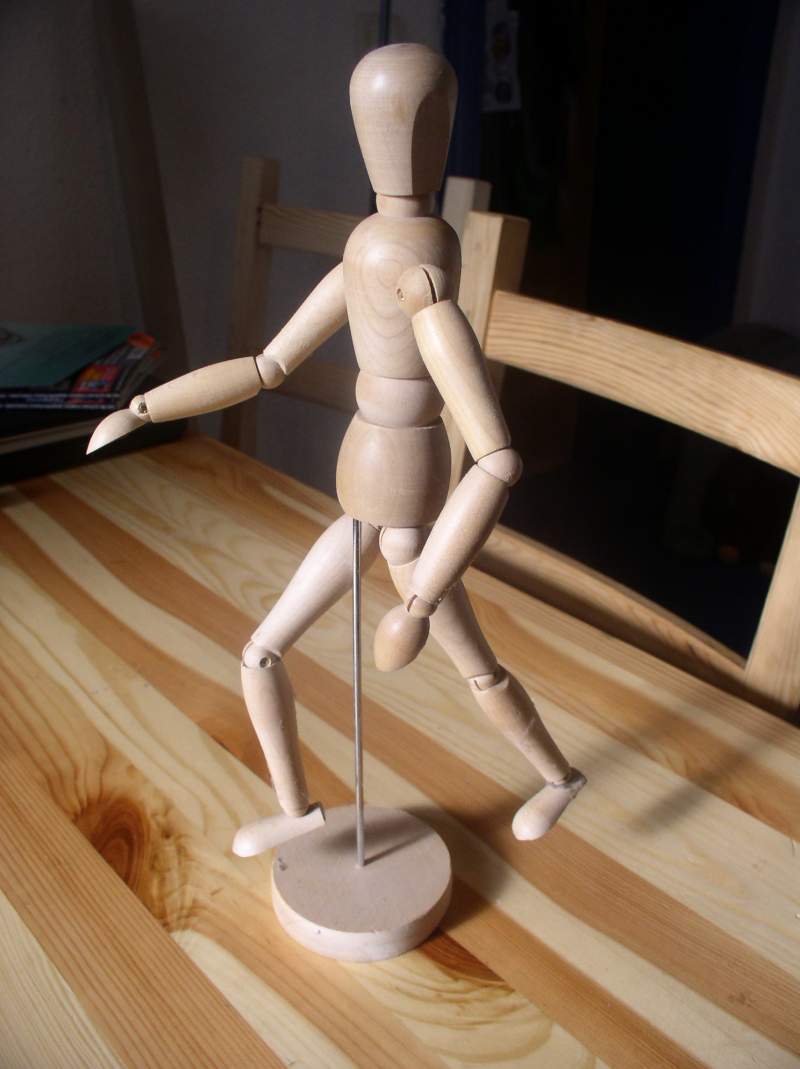
Gliederpuppe

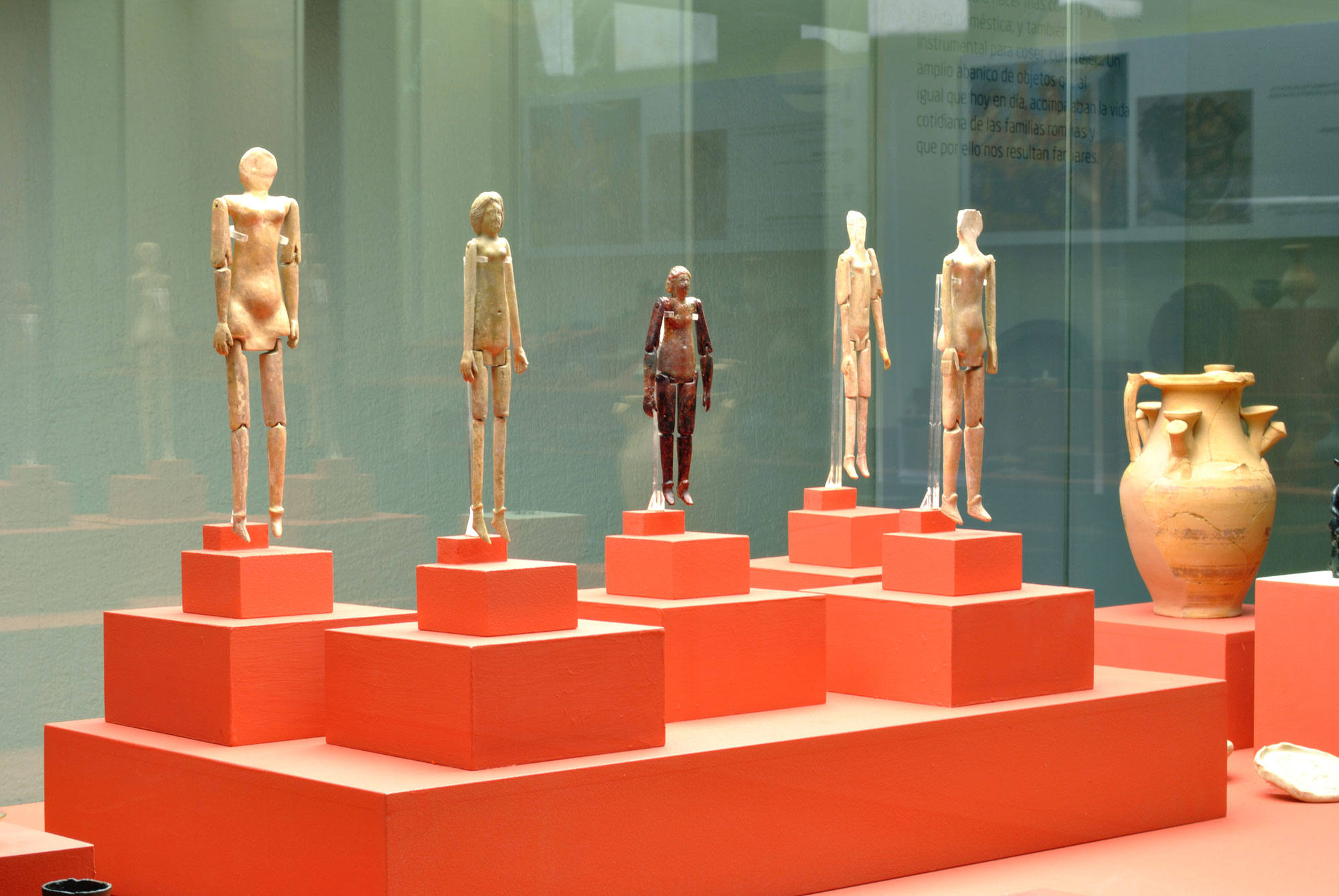
Römische Gliederpuppen im Museo de Albacete

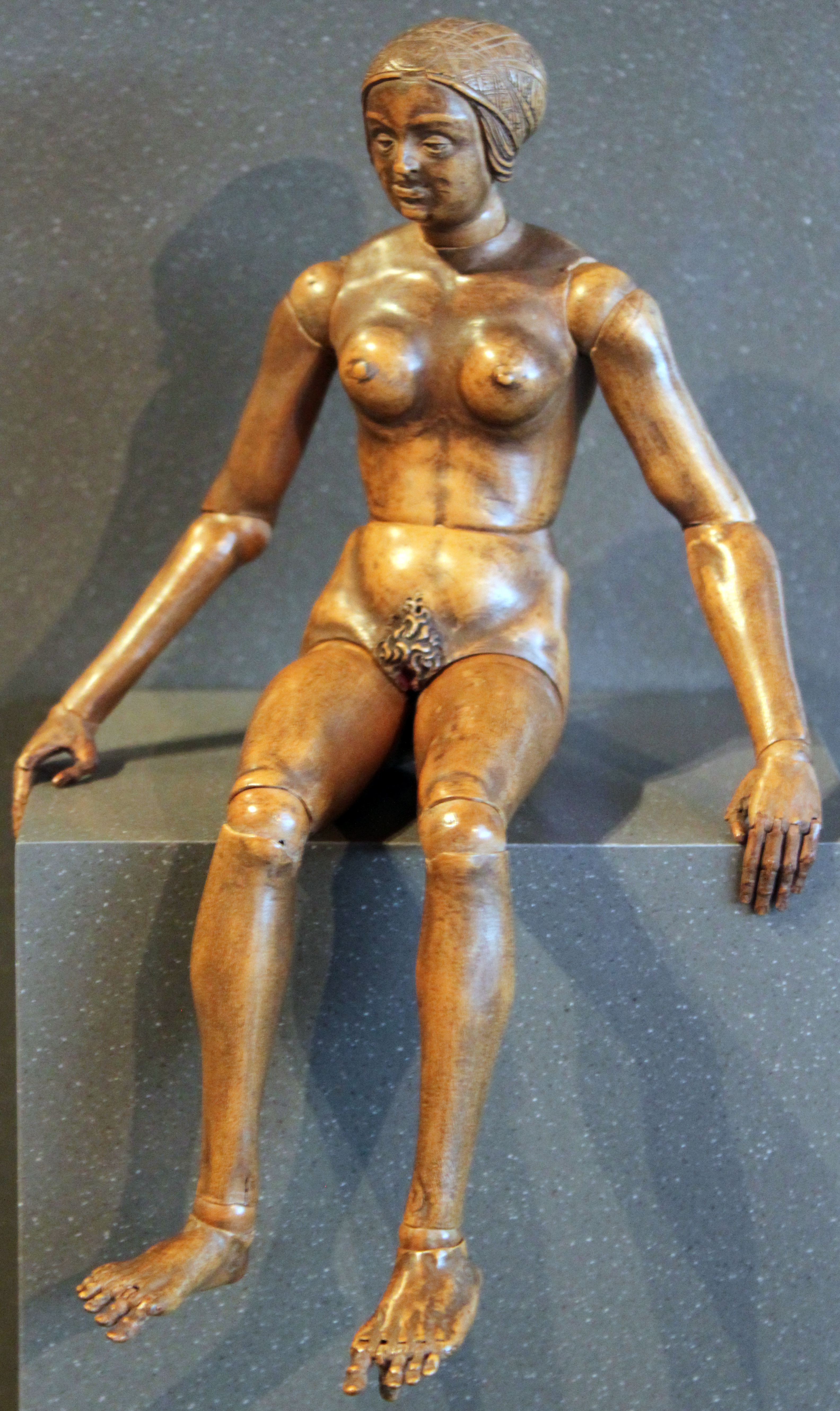
Gliederpuppe Nürnberg um 1520, Skulpturensammlung Berlin

Eine Gliederpuppe, auch Gelenkpuppe, ist ein stark abstrahiertes Modell eines menschlichen Körpers in der Form einer kleinen bis lebensgroßen Puppe aus Holz oder einem anderen Material mit beweglichen Gliedmaßen.

## Begriff
Das französische Wort mannequin wird auch im Englischen verwendet und bezeichnete früher allgemein eine Gliederpuppe; heute steht es im Besonderen für eine Schaufensterpuppe, während mit dem deutschen Begriff „Mannequin“ ein Model gemeint ist.

## Funktion
Gliederpuppen wurden und werden als Kinderspielzeug, Schneiderutensilien, Dummies, Museumspuppen sowie für Proportions- und Bewegungsstudien in der bildenden Kunst verwendet. Eine Sonderform einer lebensgroßen beweglichen Puppe ist die Schaufensterpuppe. Eine von oben an Fäden geführte Gliederpuppe ist eine Marionette. Zu Schauzwecken aufgehängte bewegliche Skelette dienen zu wissenschaftlichen Zwecken.

## Geschichte
Gliederpuppen sind schon seit der Antike bekannt, wo sie wahrscheinlich bekleidet waren und als bewegliches Kinderspielzeug, als Marionetten und sehr wahrscheinlich auch als Kultobjekte dienten. Im Mittelalter sind sie selten. Der erste Einsatz in der Renaissance stammt nach Giorgio Vasari möglicherweise von Fra Bartolomeo; allerdings gibt es auch Erwähnungen in der Trattato dell'architettura von Antonio Filarete um 1460. Bekannte Gliederpuppenstudien stammen zudem von Albrecht Dürer.